# Yoann Rapinier
Yoann Rapinier (né le 29 septembre 1989 à Pontoise) est un athlète français, spécialiste du triple saut, médaillé de bronze aux championnats d'Europe 2014 de Zurich. 

## Carrière
Licencié à l'Entente Franconville Césame Val d'Oise, il fait ses débuts dans l'épreuve du saut en hauteur en remportant le titre national junior en 2008. Champion de France espoir du triple saut en 2010, il réalise l'une des meilleures performances mondiales de l'année 2011 en salle en atteignant la marque de 17,02 m lors des Championnats de France d'athlétisme en salle d'Aubière. 
Sélectionné pour les Championnats d'Europe en salle 2011 de Paris-Bercy, il améliore tout d'abord de deux centimètres son record personnel lors des qualifications avec 17,04 m, puis termine dès le lendemain au pied du podium de la finale en établissant deux nouveaux records personnels avec 17,15 m puis 17,23 m.
En 2013, il se classe deuxième des championnats de France, à quatre centimètres de Teddy Tamgho, en portant son record personnel à 17,45 m (+ 0,9 m/s).
Lors du championnat du monde de Moscou, après avoir réalisé le second meilleur saut des qualifications (17,39 m), il manque sa finale et termine dernier avec 15,17 m.
En 2014, il monte sur la première marche du podium lors des championnats de France avec un deuxième saut enregistré à 17,16 m. Cette performance lui permet ainsi d'obtenir sa qualification pour les championnats d'Europe à Zurich, où il termine initialement à la quatrième place avec un saut à 17,01 m, à seulement trois centimètres du podium. Cependant, il récupère la médaille de bronze quelques années plus tard à la suite du déclassement pour dopage du Russe Lyukman Adams, qui avait fini deuxième de l'épreuve. 
Après plusieurs saisons gâchées par les blessures, Yoann Rapinier revient en forme en 2019 et réalise les minima pour les Championnats d'Europe en salle de Glasgow avec un saut à 16,95 m à Eaubonne. Arrivé à Glasgow avec la troisième performance européenne de la saison, le Français termine au pied du podium avec un triple bond mesuré à 16,68 m. 

## Palmarès

### International
| Date | Compétition                    | Lieu    | Résultat | Marque  |
| ---- | ------------------------------ | ------- | -------- | ------- |
| 2011 | Championnats d'Europe en salle | Paris   | 4e       | 17,23 m |
| 2013 | Championnats du monde          | Moscou  | 12e      | 15,17 m |
| 2013 | Jeux de la Francophonie        | Nice    | 1er      | 17,11 m |
| 2014 | Championnats d'Europe          | Zurich  | 3e       | 17,01 m |
| 2019 | Championnats d'Europe en salle | Glasgow | 4e       | 16,72 m |

### National
- Championnats de France d'athlétisme :
  - Triple saut : 2e en 2013
  - Triple saut : 1er en 2014
  - Triple saut : 3e en 2017, 2018 et 2019
- Championnats de France d'athlétisme en salle :
  - Triple saut : 1er en 2019

## Records
| Épreuve             | Performance | Lieu  | Date            |
| ------------------- | ----------- | ----- | --------------- |
| Triple saut         | 17,45 m     | Paris | 13 juillet 2013 |
| Triple saut (salle) | 17,23 m     | Paris | 6 mars 2011     |